# ستيف ويلسون (لاعب كرة سلة)
ستيف ويلسون (بالإنجليزية: Stephen Wilson)‏ (16 أكتوبر 1948 بريتشموند في الولايات المتحدة - ) هو لاعب كرة سلة أمريكي في مركز مدافع مسدد الهدف.

## وصلات خارجية
- ستيفن ويلسون على موقع سبورتس رفرنس (الإنجليزية)
- ستيفن ويلسون على موقع ريلجم (الإنجليزية)
- ستيفن ويلسون على موقع بروبوليرز (الإنجليزية)